# Geelblad
Het geelblad (Ennomos quercinaria) is een nachtvlinder uit de familie van de Geometridae, de spanners. De vlinder heeft een voorvleugellengte van 18 tot 22 millimeter. De soort overwintert als ei.

## Waardplant
Het geelblad heeft diverse loofbomen als waardplanten.

## Voorkomen in Nederland en België
Het geelblad is in Nederland en België een zeldzame soort. In België komt hij verspreid over het hele land voor, in Nederland beperkt het verspreidingsgebied zich tot Gelderland, Limburg, de Utrechtse heuvelrug en de zuidelijke duinen van Noord-Holland. De vliegtijd is van halverwege juli tot halverwege september in één generatie.